# كأس دوراند
كأس دوراند (بالإنجليزية: Durand Football Tournament)‏ ، هي بطولة هندية رسمية لكرة القدم، أسست سنة 1888م في عهد الإستعمار البريطاني في الهند.

## مصدر
1. ↑  WELCOME TO DURAND FOOTBALL | Asias Oldest & Third Oldest in The World نسخة محفوظة 20 مايو 2017 على موقع واي باك مشين.
2. ↑  
"The 121st Osian's-Durand Cup to Kick off Tomarrow". Ministry of Defence, Press Information Bureau. 20 أغسطس 2008. مؤرشف من الأصل في 2016-03-04. اطلع عليه بتاريخ 2014-08-16.

## وصلات خارجية
- Durand Cup website
- كأس دوراند  على فيسبوك.
- List of past winners and runners up
- RSSSF.com - India - List of Durand Cup Finals